# سليمان فيضي
سليمان فيضي بن داود (1302 - 1370 ه‍ / 1885 - 1951 م) هو حقوقي وأديب عراقي من الموصل.

## ترجمته
ولد سليمان بن الشيخ داود القصاب العوادي في الموصل عام1885 وكان والده امام مسجد امام إبراهيم قرب النبي جرجيس. دخل الاعدادية الأميرية في الموصل عام1895 ومنها انتقل إلى الاعدادية العسكرية في بغداد. ومن زملائه في الدراسة: طه الهاشمي، وعلي جودة الأيوبي، ونوري السعيد ومولود مخلص. وصادف ان حصل نزاع بين طلاب المدرسة، ولما كانت المدرسة عسكرية فقد بلغ الأمر إلى نظارة الحربية في إسطنبول فقررت فصل ثمانية من الطلاب كان سليمان فيضي احدهم وتقرر الحاقهم بالخدمة الفعلية (الزجري) لم يلحق سليمان فيضي بالزجري وانما يمم شطر الصحراء وذهب إلى معسكر الأمير عبد العزيز الرشيد الذي كان يتمتع بحظوة كبيرة لدى السلطان العثماني، وتمكن من مقابلته ولبى ابن الرشيد طلبه وأبرق إلى الباب العالي لاعفاء سليمان فيضي من (الزجري) فاستجاب الباب العالي لطلبه في نيسان 1904. وأسس فيضي بتشجيع من الملك فيصل (الجمعية الخيرية الإسلامية) لايواء الأيتام المسلمين وتعليمهم واعدادهم للمستقبل وأصبح رئيساً لها حتى عام1922 عندما عهد اليه في وزارة عبد المحسن السعدون الأولى متصرفيه لواء المتفق. وعاد فيضي إلى البصرة ومارس المحاماة عام1922 وفي عام1923 اختاره الشيخ خزعل أمير (عربستان) مستشاراً له ومعتمداً لأمارته وبقي فيضي في هذا المنصب لمدة ثلاث سنوات ولما ظهرت مشكلة الموصل وارسلت عصبة الأمم لجنة للتحقيق في الامر قبل إصدار القرار اوصى سليمان فيضي بتأسيس (حزب الاستقلال الوطني) ووضع منهاجاً يستهدف الدفاع عن عروبة الموصل واصدر اهلها على البقاء ضمن العراق امام اللجنة. عارض فيضي معاهدة 1930 التي عقدها نوري السعيد مع بريطانيا فابعده نوري السعيد عنه. وانتخب سليمان فيضي نائباً عن البصرة في المجلس النيابي العراقي عام1935 وبقي في منصبه حتى حل المجلس بعد سقوط وزارة ياسين الهاشمي على اثر انقلاب بكر صدقي عام1936. واعتزل سليمان فيضي السياسة بعد ذلك واستقر في البصرة نهائياً. وانصرف إلى المحاماة والاعمال الخيرية والثقافية.
صدرت (مذكرات سليمان فيضي) عام1952 بعد سنة من وفاته تحت عنوان (في غمرة النضال) وكانت احداثها في معظمها معاصرة ومعروفة، وقوبل صدورها بالاستحسان والثناء من كافة الفئات ووسائل الاعلام لما تضمنته من معلومات مهمة من الوقائع السياسية والثقافية والاجتماعية خلال حقبة من تاريخ العراق الحديث شهدت بدايات الوعي القومي ومطالبة العرب بالحرية والاستقلال ولم يكتب عنها الكثير في حينه.
تعد حياة سليمان فيضي صفحة من صفحات الجهاد الوطني في سبيل تحرير العراق واستقلاله السياسي ونهضته الاجتماعية. وكان من ابرز المقاومين لطغيان الاتحاديين المناوئين للاستعمار عرف بمواقفه الوطنية وخدماته الصحافية والثقافية المبكرة. أسس جريدة (الايقاظ) و (مدرسة تذكار الحرية) وكان معتمداً (للحزب الحر المعتدل) و (حزب الحرية والائتلاف) ثم (الجمعية الإصلاحية في البصرة). وانتخب عضواً في مجلس المبعوثان العثماني. وعاصر تأسيس الحكم الوطني في العراق وكان من رجال القانون البارزين واساتذته المعروفين. ودرس على يده جيل كامل من رجال القانون واعلام السياسة في العراق وقد نال كتاب (في غمرة النضال) اهتمام المؤرخين وأصبح مرجعاً أساسياً لكثير من الكتب والدراسات التاريخية وما يزال لأهمية المعلومات التي تضمنها.

## مؤلفاته

### المطبوعة
- (التحفة الايقاظية في الرحلة الحجازية)1913 ويهدف إلى توجيه افكار الأمة الإسلامية إلى توحيد الكلمة ونبذ الخلافات وأداء الفرائض ووصف مناسكه ووصف مراحل الرحلة إلى بيت الله الحرام.
- (الرواية الايقاظية)1919 كتبها خلال احتجازه في البصرة وهي رائدة في مجال الفن القصصي في العراق.
- الف كلمة وكلمة 1916 مجموعة من الأحاديث والمواعظ والحكم والأمثال.
- سر النبوغ 1926 محاضرات القاها في مكتبة التجدد عن معنى النبوغ وعلاقة النابغين بييئتهم. وفيه عرض موجز لسير 54 من النوابغ.
- شرح قانون احكام الصلح (جزءان).
- الحقوق الدستورية.
- تعريب القانون الأساسي الاميركي وجميعها محاضراته في مدرسة الحقوق 1920-1921.
- (اصول التعبات واحكامها في البصرة) 1946 والتعبة نوع من المغارسة الشائعة في البصرة والكتاب مرجع قانوني يوضح العرف للملاكين والفلاحين.
- المنتخب من اشعار العرب: مجموعة استشهادات التقطها من افواه الافاضل في الاندية والمحافل.
- (البصرة العظمى) كتاب جامع يعرض تاريخ البصرة من أقدم العصور ويذكر الولاة الذين تعاقبوا عليها منذ زمن الخلفاء الراشدين حتى العصر الحديث. وفيه فصول عن اراضي البصرة ونخيلها وتمورها وانهارها ومشروعات الري فيها.
- مذكرات سليمان فيضي في ثلاث طبقات.

### المخطوطة
- تعريب القانون الأساسي الفرنسي.
- المنتخب من اشعار العرب (جـ2).
- الفرق بين الاجارتين والمقاطعة في الوقف.